# Scopelarchoides danae
Scopelarchoides danae är en fiskart som beskrevs av Johnson, 1974. Scopelarchoides danae ingår i släktet Scopelarchoides och familjen Scopelarchidae. Inga underarter finns listade i Catalogue of Life.